# Дорошенко Кирило Олександрович
Кири́ло Олекса́ндрович Дороше́нко (нар. 17 листопада 1989, Новомосковськ, Дніпропетровська область, СРСР) — український футболіст, півзахисник.

## Життєпис
Вихованець донецького «Шахтаря». Грав у дублі «гірників», а також в оренді в командах «Сталь» (Алчевськ) і «Зірка» (Кіровоград).
У 2010 році перейшов у донецький «Олімпік». Із цим клубом став переможцем спочатку Другої, а потім і Першої ліги чемпіонату України. 26 липня 2014 у грі з одеським «Чорноморцем» дебютував у Прем'єр-лізі. У квітні 2015 року контракт із клубом було розірвано.
У червні 2015 року Дорошенко підписав контракт із луганською «Зорею». У липні 2016 року залишив «Зорю» за обопільною згодою сторін. У серпні того ж року став гравцем маріупольського «Іллічівця», але вже взимку 2016/17 залишив приазовців.